# ميك هولاند
ميك هولاند (بالإنجليزية: Mick Holland)‏ هو متسابق دراجات نارية نيوزيلندي، ولد في 29 نوفمبر 1918، وتوفي في 29 نوفمبر 2005 في كرايستشرش في نيوزيلندا.